# Czynnik ludzki (lotnictwo)
Czynnik ludzki – ogół zagadnień, które mają zastosowanie w lotniczym projektowaniu, certyfikowaniu, szkoleniu, działaniu w obsłudze technicznej, oraz które pozwalają znaleźć obszary wzajemnego oddziaływania pomiędzy człowiekiem i innymi elementami systemu, uwzględnienie możliwości i ograniczeń człowieka, które mają wpływ na bezpieczeństwo i sprawność jego działania w lotnictwie. Czynnik ludzki związany jest z nieadekwatnym działaniem człowieka, które skutkuje błędem.
Czynnik ludzki jest jedną z grup przyczynowych zdarzeń lotniczych odnoszącą się do personelu latającego. Jednakże aspekty działania czynnika ludzkiego znajdują swoje odniesienie w obszarach technicznych, środowiskowych i organizacyjnych.

## Klasyfikacja grup przyczynowych zdarzeń lotniczych
| Kod grupy przyczynowej | Grupa przyczynowa     | Opis przykładowych zdarzeń |
| ---------------------- | --------------------- | --- |
| H1                     | postępowanie umyślne  | Zamierzone odstąpienie od procedur operacyjnych lub przepisów np. postępowanie załogi/pilota/skoczka z pamięci (nie według pisemnych instrukcji) lub umyślne lekceważenie standardowych procedur operacyjnych, ograniczeń, instrukcji lub podręczników                                                                                                |
| H2                     | brak kwalifikacji     | Błędne działanie załogi/pilota/skoczka wynikające z braku wiedzy, umiejętności, połączone z brakiem doświadczenia lub wyszkolenia np. niewłaściwe utrzymanie parametrów podczas podejścia do lądowania, (także podczas skoku) lub nieumiejętność wykorzystania komputera pokładowego, innych urządzeń                                                 |
| H3                     | błędy w komunikowaniu | Nieodpowiednie komunikowanie się, błędna interpretacja lub niemożność właściwego porozumiewania się w załodze albo załogi z odbiorcami zewnętrznymi, np. ATC. Niewłaściwe zrozumienie otrzymanego zezwolenia, błędne przekazanie istotnej informacji dotyczącej wykonywanego lotu/skoku                                                               |
| H4                     | błędy proceduralne    | Niezamierzone odstąpienie od przestrzegania procedur lub przepisów. Intencja działania prawidłowa lecz wykonanie błędne np. sytuacja, w której załoga zapomina lub pomija istotne czynności. Załoga/pilot/skoczek wprowadza niewłaściwą wysokość do komputera pokładowego/innych urządzeń kontroli lub wybiera niewłaściwą wysokość w module kontroli |
| H5                     | niezdolność           | Członkowie (członek) załogi/pilot/skoczek są niezdolni do wykonywania czynności z powodu fizycznej lub psychofizycznej niedyspozycji |

## Modele analizy zdarzeń lotniczych z uwzględnieniem czynnika ludzkiego

### Model SHELL
Zostało opracowanych kilka teorii i modeli czynnika ludzkiego. Powszechnie uznanym modelem odnoszącym się do zobrazowania interakcji zachodzących pomiędzy człowiekiem a elementami systemu lotniczego, pozwalającym na głębsze zrozumienie „czynnika ludzkiego” jest tzw. model SHELL. Akronim pochodzi od pierwszych liter słów angielskich:
1. software – procedury, oprogramowanie, logistyka (polityka bezpieczeństwa, instrukcje, karty zadaniowe)
2. hardware – maszyny (narzędzia, statek powietrzny, wyposażenie, stanowisko pracy)
3. environment – otoczenie i warunki (fizyczne, organizacyjne, polityczne, ekonomiczne) w jakich działają wszystkie elementy systemu
4. liveware – niewłaściwe działanie ludzi poza załogą
5. lifeware - czynnik ludzki – człowiek, jego cechy osobowe, stan zdrowia, stan psychiczny

### „Parszywa dwunastka”
Określenie „parszywa dwunastka” odnosi się do najczęściej występujących zagrożeń i przyczyn błędów ludzkich podzielonych na dwie grupy związane z nadmiarem czynników oraz ich brakiem. W przypadku braków wyszczególniono: komunikację, wiedzę, współpracę, zasoby, asertywność, świadomość. Natomiast nadmiar jest szkodliwy w przypadku: zaufania do siebie, rozproszenia, zmęczenia, stresu, presji, norm.

### 5 × M
Analiza badań z zakresu bezpieczeństwa lotów pozwoliła pogrupować źródła zagrożeń na następujące elementy:
1. statek powietrzny (machine) – jego wyposażenie, przystosowanie do możliwości człowieka, stopnia trudności pilotowania
2. człowiek (man), w tym załogi lotnicze, personel inżynieryjno-lotniczy i personel zarządzający ruchem lotniczym
3. środowisko naturalne i sztuczne (media), w którym jest realizowane dane zadanie lotnicze
4. zadanie (mission), jego stopień trudności oraz zagrożenia występujące zarówno w czasie pokoju, jak i działań bojowych
5. zarządzanie (management) – szeroko pojęty proces prowadzenia planowania i przygotowania do realizacji danego zadania.